# Бакеберг, Курт
Курт Ба́кеберг (нем. Curt Backeberg, 2 августа 1894, Люнебург — 14 января 1966) — немецкий ботаник, известный как коллекционер и систематик кактусов.

## Путь в науке
Учился в Иоханнеуме в Люнебурге.
Будучи личным учеником Альберта Фрича как в систематике семейства кактусовых, так и его последователем в области полевого сбора растений, буквально по стопам своего учителя Курт Бакеберг отправился к новым южноамериканским ареалам, где смог открыть немало боливийских, аргентинских, перуанских, а наконец, и чилийских видов.:28-29 Все первые путешествия Бакеберга с научными целями по Центральной и Южной Америке проходили по маршрутам Альберта Фрича.
Опубликовал большое количество книг о кактусах, в их числе шеститомную «Die Cactaceae: Handbuch der Kakteenkunde veröffentlicht» (1958—1962) и «Das Kakteenlexikon» (первое издание — 1966; позднее многократно переиздавалось и пополнялось). В своих исследованиях семейства кактусовых Курт Бакеберг существенно развил и доработал систематику своего учителя (так называемая система Фрича-Шелле), основанную на микроскопическом изучении структуры семян, а также на объективных данных о положении и строении вегетативных точек роста.:28
Бакеберг собрал и описал множество новых видов кактусов, определил несколько новых родов (однако, впоследствии в научном мире была произведена критическая переоценка его вклада). Одним из верных последователей систематики кактусовых Бакеберга был Вальтер Хаге, глава старейшей фирмы по выращиванию суккулентов в Европе и автор популярных книг. Он продолжал придерживаться системы Бакеберга уже и после её серьёзной ревизии в профессиональном сообществе.

## Растения, названные в честь Бакеберга

### Роды
- Backebergia Bravo

### Виды
- Cereus backebergii Weing.
- Echeveria backebergii Poelln.
- Echinopsis backebergii Werderm.
- Lobivia backebergiana Y.Itô
- Mammillaria backebergiana Buchenau
- Neoporteria backebergii Donald & G.D.Rowley
- Opuntia backebergii G.D.Rowley
- Parodia backebergiana F.H.Brandt
- Pilocereus backebergii Weing.
- Sedum backebergii Poelln.
- Weingartia backebergiana F.H.Brandt

## Печатные труды
- Kakteenjagd zwischen Texas und Patagonien, 1930
- Stachlige Wildnis, 1942
- Wunderwelt Kakteen, 1961 241c.
- Das Kakteenlexikon: Enumeratio diagnostica cactacearum, 1966 741с.